# Mortier Nebelwerfer 100 mm 40
Nebelwerfer 100 mm 40 (NbW 100 mm 40) a fost un mortier greu folosit de Germania nazistă în cadrul celui de-al Doilea Război Mondial. Asemănător mortierului american M2 de 4,2 țoli (107 mm), era proiectat pentru a folosi muniție chimică, precum (gaz sau fum), dar și proiectile explozive obișnuite. Era bazat pe prototipurile Nebelwerfer 51 și 52 ale companiei Rheinmetall de la sfârșitul anilor '30, care încerca să dezvolte un mortier cu o precizie și o bătaie mai mare decât modelul NbW 35. 
NbW 40 a început să fie folosit pe câmpul de luptă în 1941 în cadrul Batalioanelor Nebelwerfer și Gebirgs-Werfer-Abteilung 10, în teatrele de operațiuni din Africa de Nord, Finlanda și URSS.